# Joaquín Rodrigo

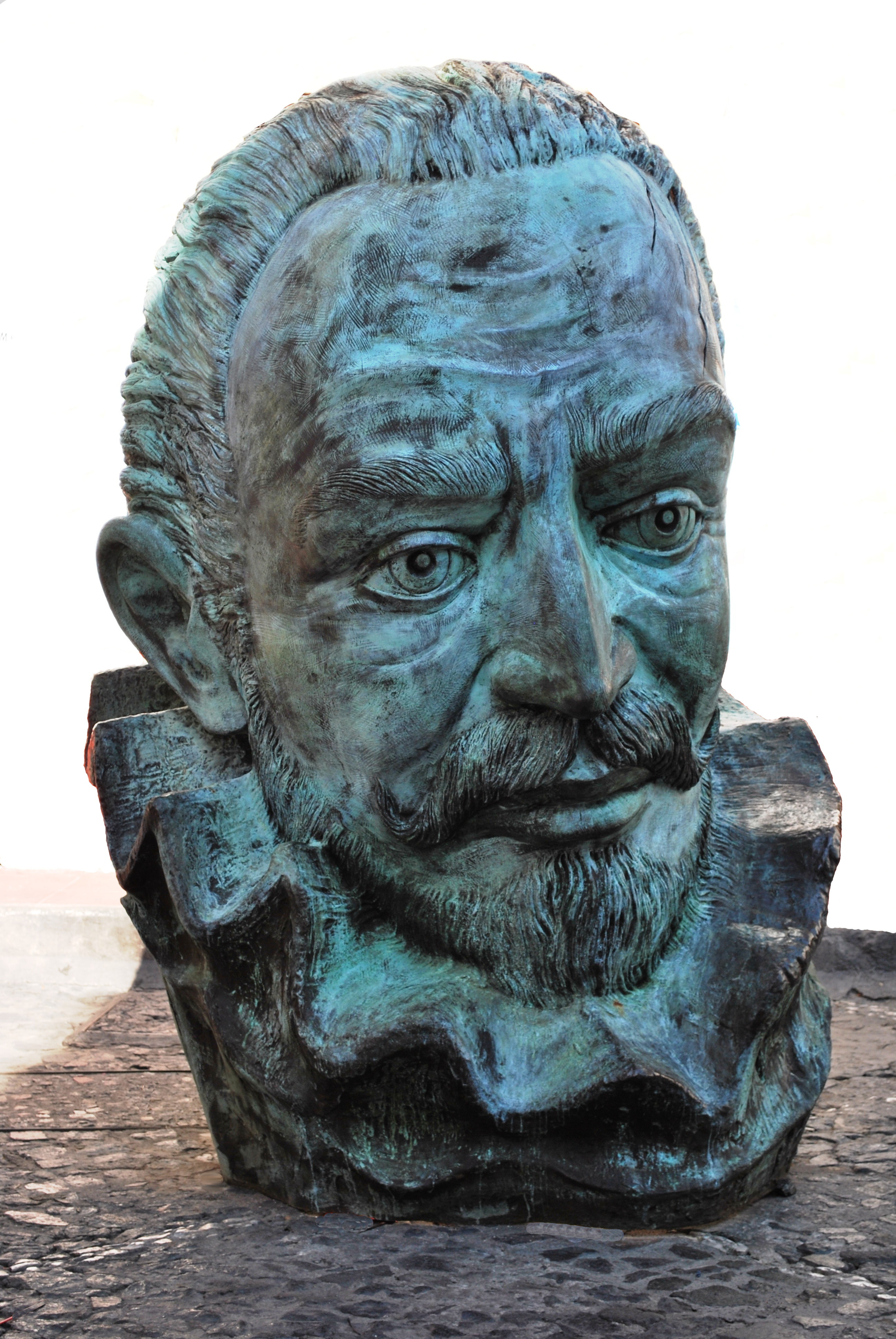
Joaquín Rodrigo

Joaquín Rodrigo (n. 22 noiembrie 1901, Sagunt, Comunitatea Valenciană, Spania – d. 6 iulie 1999, Madrid, Spania) a fost un compozitor spaniol.

## Date biografice
Joaquín Rodrigo a fost cel mai mic dintre cei zece copii ai lui Vincente Rodrigo Peirats, un moșier și comerciant din Almenara⁠(d) (Castellón). Mama lui era Juana Ribelles, a doua soție a lui Vincente Rodrigo Peirats.
În 1905, o epidemie de difterie a ucis mulți copii din Sagunt și în urma căreia Joaquin Rodrigo a orbit parțial.
Compozitorul va spune mai târziu că această nenorocire personală l-a împins foarte probabil spre cariera muzicală.
Familia Rodrigo s-a mutat în Valencia, iar Joaquin, care avea patru ani, a intrat într-un colegiu pentru copii orbi. El a arătat un interes particular pentru muzică și literatură. La începutul lui 1920 Joaquin Rodrigo era deja un pianist și student excelent și un compozitor familiarizat cu cele mai importante lucrări din domeniul muzical. În anii următori studiază cu Paul Dukas, iar în anul 1927 decide să se mute în Franța.
Parisul era încă de la începutul secolului un important centru cultural pentru scriitori, pictori si muzicieni spanioli. Paul Dukas l-a descris pe Rodrigo ca fiind unul dintre cei mai talentați compozitori spanioli contemporani. În acești ani, un important eveniment este întâlnirea lui Joaquin la Paris cu pianista Victoria Kamhi (originară din Istanbul, Turcia, 1905-1997), cu care s-a căsătorit în 1933 în orașul spaniol Aranjuez.
În ,,luna de miere" petrecută în acest oraș, perechea a întreprins lungi plimbări prin ,,Grădinile regale" din Aranjuez.
Amintirea acestor plimbări se va reflecta în 1939 în acordurile piesei ,,Concierto de Aranjuez”. În acel timp el mai putea optic distinge, cu greu, contururile vagi ale viitoarei soții, în alb-negru. Scurtă vreme după aceea, a orbit complet. Ea a avut o mare influență asupra carierei lui Rodrigo. O pianistă excelentă, ea a decis sa renunțe la cariera proprie și să se dedice în totalitate soțului. Abilitatea ei de a vorbi multe limbi europene au făcut-o un partener ideal al lui Rodrigo. În curând s-a întors în Spania. În iulie 1936 a izbucnit războiul civil spaniol, iar Joaquin și Victoria încep să predea muzica și spaniola în institutul pentru orbi din Freiburg (Germania), unde au fost primiți ca refugiați spanioli. Primește în acesti ani mai multe premii pentru compoziții prezentate la concursuri naționale sau internaționale. În anul 1938 familia Rodrigo se reîntoarce în Spania. In timpul unei călătorii spre Paris în 1938, Joaquin Rodrigo l-a cunoscut pe chitaristul Regino Sáinz de la Maza, acceptând cu mare entuziasm să compună un concert pentru chitară. Această lucrare va fi ,,Concierto de Aranjuez”, dedicată prietenului său Regino Sáinz de la Maza, compusă în  anul 1939, într-o perioadă în care compozitorul trăia o mare tragedie personală: pierderea primei sarcini a soției sale și starea foarte precară a sănătății Victoriei după nașterea copilului mort. Lovit cumplit de aceasta soartă, Rodrigo a pus pe note în partea a II-a a concertului (Adagio) ceea ce simțea. În primele minute ale Adagio-ului, Rodrigo poartă un dialog cu Dumnezeu despre sensul pierderii copilului, apoi urmează o  revoltă de circa un minut împotriva soartei, pentru ca în final, în ultimele minute, să se împace cu destinul, luându-și rămas bun de la sufletul copilului iubit și pierdut. Acordurile suave ale acestor ultime minute simbolizează despărțirea definitivă de sufletul propriului copil, suflet care se înalță tot mai mult spre sferele cerești, îndepărtându-se tot mai mult de părinții rămași pe pământ, pierind apoi în ultimele secunde în veșnicia lumii de apoi. În ianuarie 1941 se va naște cel de al doilea copil al lor, Cecilia. Căsătorită cu violonistul  Agustín León Ara, va avea două fetițe, Cecilita și Patricia, nepoatele bunicilor Victoria și Joaquín Rodrigo.
Ca o recunoaștere a întregii sale remarcabile biografii muzicale, lui Joaquín Rodrigo i s-a acordat în anul 1991, de către regele Juan Carlos I al Spaniei, titlul nobiliar onorific de „Marchiz al Grădinilor din Aranjuez". Victoria, soția sa, moare la 21 iulie 1997, iar Joaquín Rodrigo însuși o urmează doi ani mai târziu, pe 6 iulie 1999, în locuința din Madrid, înconjurat de familie. Rămășițele lor pământești au fost îngropate împreună în panteonul familial din cimitirul din Aranjuez.

## Creații muzicale
Cea mai cunoscută compoziție a sa este concertul pentru chitară și orchestră ,,Concierto de Aranjuez", compus în primăvara anului 1939 la Paris și prezentat în premieră publică la data de 9 noiembrie 1940 la Barcelona (Spania). Această piesă este nu numai cea mai populară creație a compozitorului, dar și una dintre cele mai renumite compoziții mondiale ale secolului al XX-lea.

## Galerie de imagini

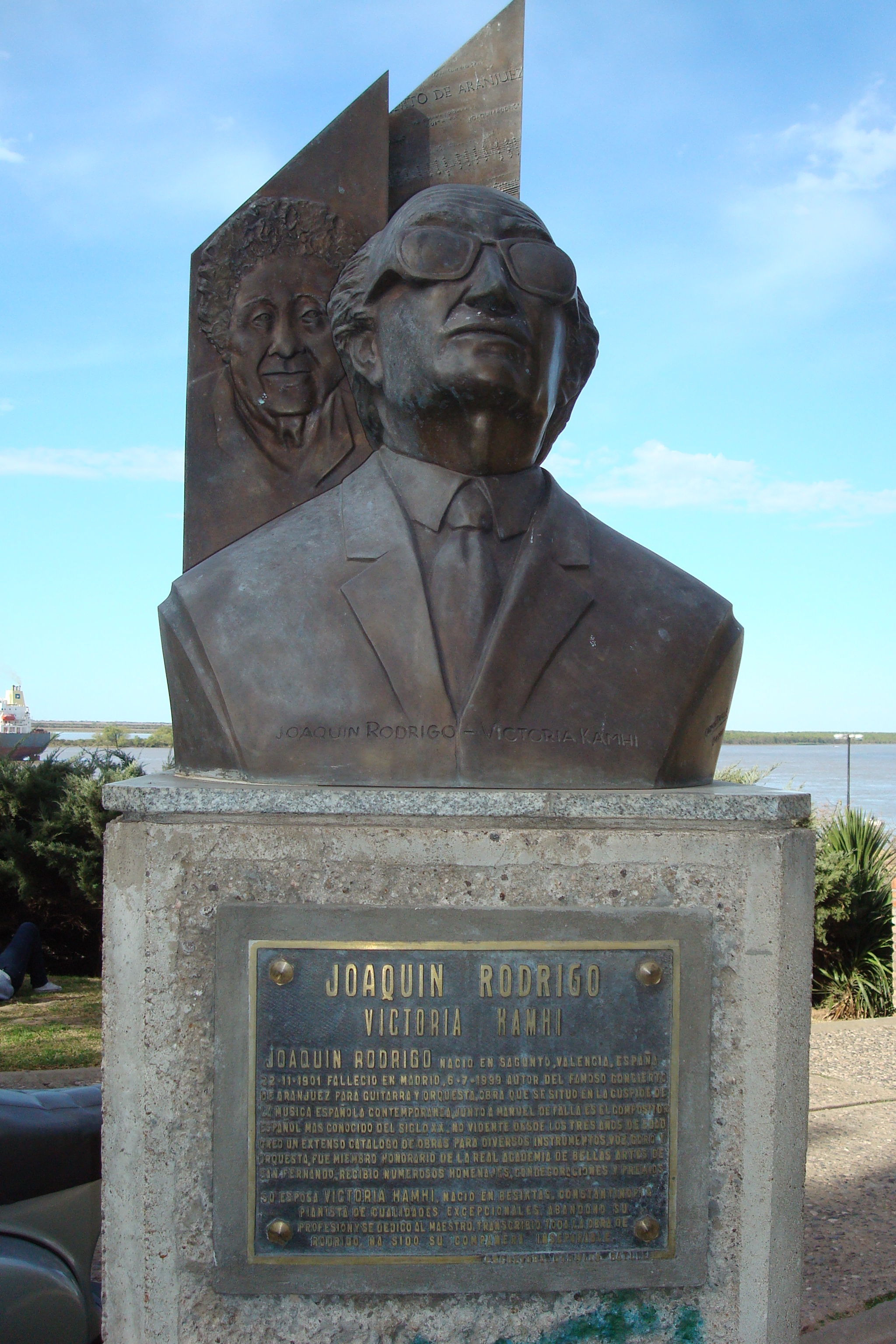
Bustul compozitorului orb Joaquín Rodrigo expus în oraşul Rosario, Argentina (în spate soţia sa, pianista Victoria Kamhi)
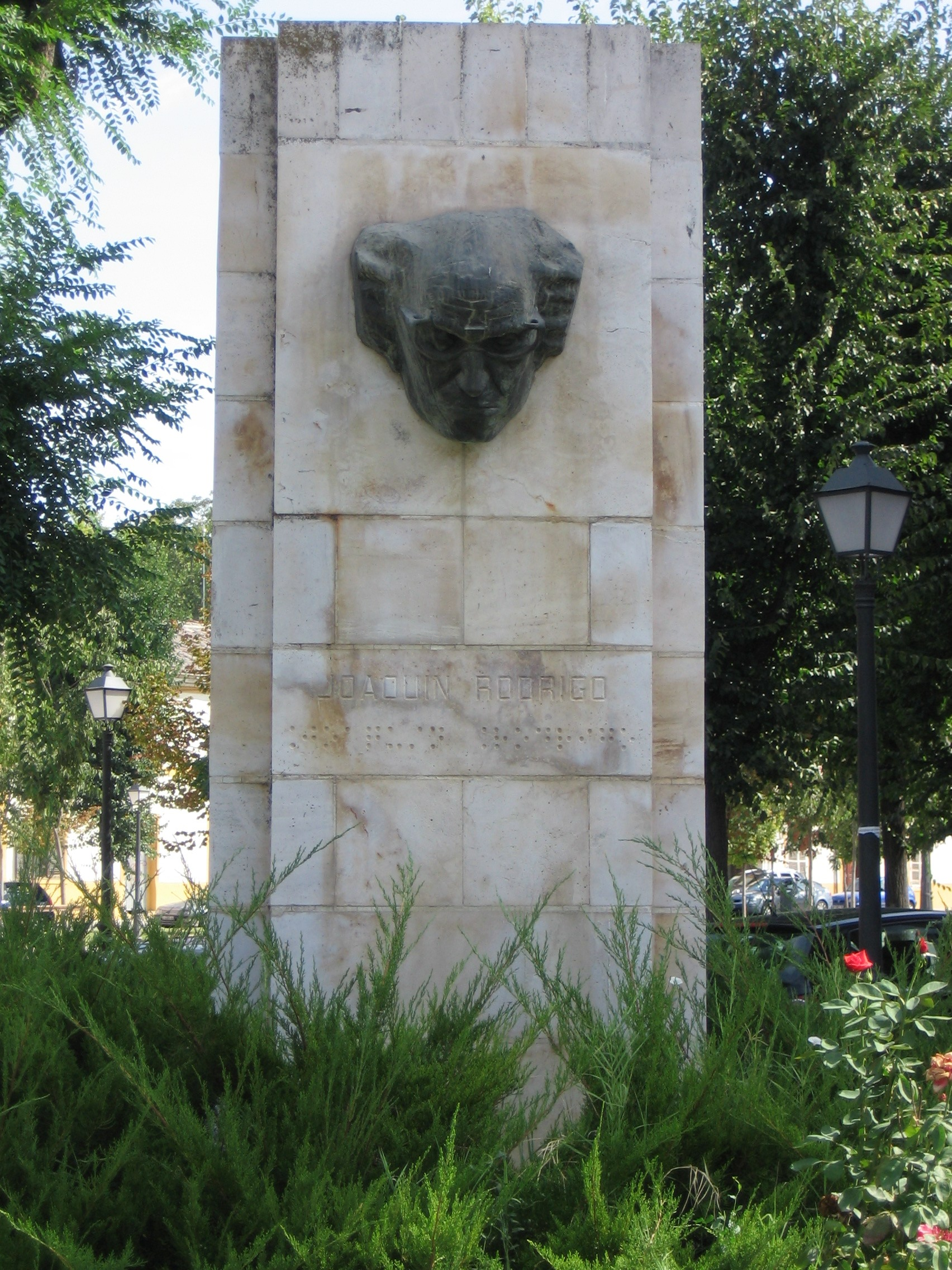
Monumentul lui Joaquín Rodrigo din oraşul Aranjuez, Spania